# Campionat del Món d'atletisme de 2003
El 9é campionat del Món d'atletisme, organitzat per l'Associació Internacional de Federacions d'Atletisme, es va celebrar a l'Stade de France a Saint-Denis, Seine-Saint-Denis, França, entre el 23 i el 31 d'agost.

## Resultats masculins

### Curses
1999 |2001 |2003 |2005 |2007
| Prova: | Or:                                                                                 | Or:           | Argent:                                                                                               | Argent:       | Bronze:                                                                            | Bronze:      |
| --- | ----------------------------------------------------------------------------------- | ------------- | --- | ------------- | ---------------------------------------------------------------------------------- | ------------ |
| 100 m Detalls | Kim Collins · Saint Kitts and Nevis                                                 | 10.07         | Darrel Brown · Trinidad and Tobago                                                                    | 10.08         | Darren Campbell · Regne Unit                                                       | 10.08 (SB)   |
| 200 m Detalls | John Capel · United States                                                          | 20.30         | Darvis Patton · United States                                                                         | 20.31         | Shingo Suetsugu · Japan                                                            | 20.38        |
| 400 m Detalls | Jerome Young · United States                                                        | 44.50 (SB)    | Tyree Washington · United States                                                                      | 44.77         | Marc Raquil · France                                                               | 44.79 (NR)   |
| 800 m Detalls | Djabir Saïd-Guerni · Algeria                                                        | 1:44.81       | Yuriy Borzakovskiy · Russia                                                                           | 1:44.84       | Mbulaeni Mulaudzi · South Africa                                                   | 1:44.90      |
| 1500 m Detalls | Hicham El Guerrouj · Morocco                                                        | 3:31.77       | Mehdi Baala · France                                                                                  | 3:32.31       | Ivan Heshko · Ukraine                                                              | 3:33.17      |
| 5000 m Detalls | Eliud Kipchoge · Kenya                                                              | 12:52.79 (CR) | Hicham El Guerrouj · Morocco                                                                          | 12:52.83      | Kenenisa Bekele · Ethiopia                                                         | 12:53.12     |
| 10000 m Detalls | Kenenisa Bekele · Ethiopia                                                          | 26:49.57 (CR) | Haile Gebrselassie · Ethiopia                                                                         | 26:50.77 (SB) | Sileshi Sihine · Ethiopia                                                          | 27:01.44     |
| Marató Detalls | Jaouad Gharib · Morocco                                                             | 2:08:31 (CR)  | Julio Rey · Spain                                                                                     | 2:08:38       | Stefano Baldini · Italy                                                            | 2:09:14      |
| 110 m tanques Detalls | Allen Johnson · United States                                                       | 13.12         | Terrence Trammell · United States                                                                     | 13.20 (SB)    | Liu Xiang · Xina                                                                   | 13.23        |
| 400 m tanques Detalls | Felix Sánchez · Dominican Republic                                                  | 47.25 (WL)    | Joey Woody · United States                                                                            | 48.18 (SB)    | Periklís Iakovákis · Greece                                                        | 48.24        |
| 3000 m obstacles Detalls | Saif Saaeed Shaheen · Qatar                                                         | 8:04.39       | Ezekiel Kemboi · Kenya                                                                                | 8:05.11       | Eliseo Martín · Spain                                                              | 8:09.09 (PB) |
| 20 km marxa Detalls | Jefferson Pérez · Ecuador                                                           | 1:17:21 (WR)  | Francisco Fernández · Spain                                                                           | 1:18:00 (SB)  | Roman Rasskazov · Russia                                                           | 1:18:07 (SB) |
| 50 km marxa Detalls | Robert Korzeniowski · Poland                                                        | 3:36.03 (WR)  | German Skurygin · Russia                                                                              | 3:36:42 (NR)  | Andreas Erm · Germany                                                              | 3:37:46 (NR) |
| 4x100 m Detalls | John Capel, · Bernard Williams, · Darvis Patton, · Joshua J Johnson · United States | 38.06         | Vicente de Lima, · Edson Luciano Ribeiro, · André Domingos da Silva, · Cláudio Roberto Souza · Brazil | 38.26 (SB)    | Timothy Beck, · Troy Douglas, · Patrick van Balkom, · Caimin Douglas · Netherlands | 38.87        |
| 4x400 m Detalls | Leslie Djhone, · Naman Keïta, · Stéphane Diagana, · Marc Raquil · France            | 2:58.96 (NR)  | Brandon Simpson, · Danny McFarlane, · Davian Clarke, · Michael Blackwood · Jamaica                    | 2:59.60 (SB)  | Avard Moncur, · Dennis Darling, · Nathaniel McKinney, · Chris Brown · Bahamas      | 3:00.53 (SB) |
| AR Rècord del continent \| CR Rècord del campionat \| NR Rècord nacional \| OR Rècord olímpic \| PB/PR Millor marca personal/Rècord personal SB Millor marca personal de la temporada \| WL Millor marca mundial de l'any \| WR Rècord del món |                                                                                     |               | |               |                                                                                    |              |

- L'equip britànic de 4x100 (Christian Malcolm, Darren Campbell, Marlon Devonish i Dwain Chambers) va quedar segon amb un temps de 38.08, però va ser desqualificat perquè Chambers va confessar haver-se dopat a l'escàndol BALCO.
- L'equip estatunidenc de 4x400 (Calvin Harrison, Tyree Washington, Derrick Brew i Jerome Young) va guanyar la prova amb un temps de 2:58.88, però van ser desposseïts de la medalla d'or el 28 de novembre de 2004 perquè Calvin Harrison va ser declarat culpable d'haver-se dopat en juny de 2003.

### Concursos
1999 |2001 |2003 |2005 |2007
| Prova: | Or:                             | Or:        | Argent:                       | Argent:    | Bronze:                      | Bronze:    |
| --- | ------------------------------- | ---------- | ----------------------------- | ---------- | ---------------------------- | ---------- |
| Salt d'alçada Detalls | Jacques Freitag · South Africa  | 2.35 (SB)  | Stefan Holm · Sweden          | 2.32       | Mark Boswell · Canada        | 2.32 (SB)  |
| Salt de llargada Detalls | Dwight Phillips · United States | 8.32       | James Beckford · Jamaica      | 8.28 (SB)  | Yago Lamela · Spain          | 8.22       |
| Salt amb perxa Detalls | Giuseppe Gibilisco · Italy      | 5.90 (NR)  | Okkert Brits · South Africa   | 5.85 (SB)  | Patrik Kristiansson · Sweden | 5.85 (PB)  |
| Triple salt Detalls | Christian Olsson · Sweden       | 17.72      | Yoandri Betanzos · Cuba       | 17.28 (SB) | Leevan Sands · Bahamas       | 17.26      |
| Llançament de pes Detalls | Andrei Mikhnevich · Belarus     | 21.69 (PB) | Adam Nelson · United States   | 21.26      | Yuriy Bilonoh · Ukraine      | 21.10      |
| Llançament de disc Detalls | Virgilijus Alekna · Lithuania   | 69.69 (SB) | Robert Fazekas · Hungary      | 69.01      | Vasiliy Kaptyukh · Belarus   | 66.51 (SB) |
| Llançament de javelina Detalls | Serguei Makàrov · Russia        | 85.44      | Andrus Värnik · Estonia       | 85.17      | Boris Henry · Germany        | 84.74      |
| Llançament de martell Detalls | Ivan Tikhon · Belarus           | 83.05      | Adrian Ànnus · Hungary        | 80.36      | Koji Murofushi · Japan       | 80.12      |
| Decatló Detalls | Tom Pappas · United States      | 8750       | Roman Šebrle · Czech Republic | 8634       | Dmitri Kàrpov · Kazakhstan   | 8374 (NR)  |
| AR Rècord del continent \| CR Rècord del campionat \| NR Rècord nacional \| OR Rècord olímpic \| PB/PR Millor marca personal/Rècord personal SB Millor marca personal de la temporada \| WL Millor marca mundial de l'any \| WR Rècord del món |                                 |            |                               |            |                              |            |

## Resultats femenins

### Curses
1999 |2001 |2003 |2005 |2007
| Prova: | Or:                                                                                          | Or:           | Argent:                                                                                              | Argent:       | Bronze:                                                                                     | Bronze:       |
| --- | -------------------------------------------------------------------------------------------- | ------------- | --- | ------------- | ------------------------------------------------------------------------------------------- | ------------- |
| 100 m Detalls | Torri Edwards · United States                                                                | 10.93 (PB)    | Zhanna Pintusevich-Block · Ukraine                                                                   | 10.99 (SB)    | Chandra Sturrup · Bahamas                                                                   | 11.02         |
| 200 m Detalls | Anastasiya Kapachinskaya · Russia                                                            | 22.38 (PB)    | Torri Edwards · United States                                                                        | 22.47         | Muriel Hurtis · France                                                                      | 22.59         |
| 400 m Detalls | Ana Guevara · Mexico                                                                         | 48.89 (WL)    | Lorraine Fenton (Graham) · Jamaica                                                                   | 49.43 (SB)    | Amy Mbacke Thiam · Senegal                                                                  | 49.95 (SB)    |
| 800 m Detalls | Maria de Lurdes Mutola · Mozambique                                                          | 1:59.89       | Kelly Holmes · Regne Unit                                                                            | 2:00.18       | Natalya Khrushchelyova · Russia                                                             | 2:00.29       |
| 1500 m Detalls | Tatyana Tomashova · Russia                                                                   | 3:58.52 (CR)  | Sureyya Ayhan · Turkey                                                                               | 3:59.04       | Hayley Tullett · Regne Unit                                                                 | 3:59.95 (PB)  |
| 5000 m Detalls | Tirunesh Dibaba · Ethiopia                                                                   | 14:51.72      | Marta Domínguez · Spain                                                                              | 14:52.26      | Edith Masai · Kenya                                                                         | 14:52.30      |
| 10000 m Detalls | Berhane Adere · Ethiopia                                                                     | 30:04.18 (CR) | Werknesh Kidane · Ethiopia                                                                           | 30:07.15 (PB) | Sun Yingjie · Xina                                                                          | 30:07.20 (PB) |
| Marató Detalls | Catherine Ndereba · Kenya                                                                    | 2:23.55 (CR)  | Mizuki Noguchi · Japan                                                                               | 2:24.14       | Masako Chiba · Japan                                                                        | 2:25.09       |
| 100 m tanques Detalls | Perdita Felicien · Canada                                                                    | 12.53 (NR)    | Brigitte Foster-Hylton · Jamaica                                                                     | 12.57         | Miesha McKelvy · United States                                                              | 12.67         |
| 400 m tanques Detalls | Jana Pittman · Australia                                                                     | 53.22 (PB)    | Sandra Glover · United States                                                                        | 53.65 (SB)    | Yuliya Pechonkina (Nosova) · Russia                                                         | 53.71         |
| 20 km marxa Detalls | Ielena Nikolàieva · Russia                                                                   | 1:26:52 (CR)  | Gillian O'Sullivan · Ireland                                                                         | 1:27:34       | Valentina Tsybulskaya · Belarus                                                             | 1:28:10 (NR)  |
| 4x100 m Detalls | Patricia Girard-Léno · Muriel Hurtis · Sylviane Felix · Christine Arron · France             | 41.78 (WL)    | Angela Williams · Chryste Gaines · Inger Miller · Torri Edwards · United States                      | 41.83 (SB)    | Olga Fyodorova · Yuliya Tabakova · Marina Kislova · Larisa Kruglova · Russia                | 42.66         |
| 4x400 m Detalls | Demetria Washington, · Jearl Miles-Clark, · Me'Lisa Barber, · Sanya Richards · United States | 3:22.63 (WL)  | Anastasiya Kapachinskaya, · Natalya Nazarova, · Olesya Zykina, · Yuliya Pechonkina (Nosova) · Russia | 3:22.91 (SB)  | Allison Beckford, · Lorraine Fenton (Graham), · Ronetta Smith, · Sandie Richards, · Jamaica | 3:22.92 (SB)  |
| AR Rècord del continent \| CR Rècord del campionat \| NR Rècord nacional \| OR Rècord olímpic \| PB/PR Millor marca personal/Rècord personal SB Millor marca personal de la temporada \| WL Millor marca mundial de l'any \| WR Rècord del món |                                                                                              |               | |               |                                                                                             |               |

### Concursos
1999 |2001 |2003 |2005 |2007
| Prova: | Or:                                      | Or:        | Argent:                           | Argent:    | Bronze:                      | Bronze:    |
| --- | ---------------------------------------- | ---------- | --------------------------------- | ---------- | ---------------------------- | ---------- |
| Salt d'alçada Detalls | Hestrie Cloete (Storbeck) · South Africa | 2.06 (WL)  | Marina Kuptsova · Russia          | 2.00       | Kajsa Bergqvist · Sweden     | 2.00       |
| Salt amb perxa Detalls | Svetlana Feofanova · Russia              | 4.75 (CR)  | Annika Becker · Germany           | 4.70 (SB)  | Ielena Issinbàieva · Russia  | 4.65       |
| Salt de llargada Detalls | Eunice Barber · France                   | 6.99 (SB)  | Tatyana Kotova · Russia           | 6.74       | Anju Bobby George · India    | 6.70 (SB)  |
| Triple salt Detalls | Tatiana Lébedeva · Russia                | 15.18 (SB) | Françoise Mbango-Etone · Cameroon | 15.05 (AR) | Magdelin Martinez · Italy    | 14.90 (NR) |
| Llançament de pes Detalls | Svetlana Krivelyova · Russia             | 20.63      | Nadzeya Astapchuk · Belarus       | 20.12 (PB) | Vita Pavlysh · Ukraine       | 20.08 (SB) |
| Llançament de disc Detalls | Irina Yatchenko · Belarus                | 67.32 (SB) | Anastasia Kelesidu · Greece       | 67.14 (SB) | Ekaterini Voggoli · Greece   | 66.73 (PB) |
| Llançament de martell Detalls | Yipsi Moreno · Cuba                      | 73.33      | Olga Kuzenkova · Russia           | 71.71      | Manuela Montebrun · France   | 70.92      |
| Llançament de javelina Detalls | Mirela Manjani (Tzelili) · Greece        | 66.52 (WL) | Tatyana Shikolenko · Russia       | 63.28      | Steffi Nerius · Germany      | 62.70      |
| Heptatló Detalls | Carolina Klüft · Sweden                  | 7001 (WL)  | Eunice Barber · France            | 6755 (SB)  | Natalya Sazanovich · Belarus | 6524 (SB)  |
| AR Rècord del continent \| CR Rècord del campionat \| NR Rècord nacional \| OR Rècord olímpic \| PB/PR Millor marca personal/Rècord personal SB Millor marca personal de la temporada \| WL Millor marca mundial de l'any \| WR Rècord del món |                                          |            |                                   |            |                              |            |

## Medaller
| Position: | Nation:               | Gold: | Silver: | Bronze: | Total: |
| --------- | --------------------- | ----- | ------- | ------- | ------ |
| 1.        | United States         | 8     | 8       | 1       | 17     |
| 2.        | Russia                | 7     | 7       | 5       | 19     |
| 3.        | France                | 3     | 2       | 3       | 8      |
| 4.        | Ethiopia              | 3     | 2       | 2       | 7      |
| 5.        | Belarus               | 3     | 1       | 3       | 7      |
| 6.        | Sweden                | 2     | 1       | 2       | 5      |
| 7.        | Kenya                 | 2     | 1       | 1       | 4      |
| =.        | South Africa          | 2     | 1       | 1       | 4      |
| 9.        | Morocco               | 2     | 1       | 0       | 3      |
| 10.       | Greece                | 1     | 1       | 2       | 4      |
| 11.       | Cuba                  | 1     | 1       | 0       | 2      |
| 12.       | Italy                 | 1     | 0       | 2       | 3      |
| 13.       | Canada                | 1     | 0       | 1       | 2      |
| 14.       | Algeria               | 1     | 0       | 0       | 1      |
| =.        | Australia             | 1     | 0       | 0       | 1      |
| =.        | Dominican Republic    | 1     | 0       | 0       | 1      |
| =.        | Ecuador               | 1     | 0       | 0       | 1      |
| =.        | Lithuania             | 1     | 0       | 0       | 1      |
| =.        | Mexico                | 1     | 0       | 0       | 1      |
| =.        | Mozambique            | 1     | 0       | 0       | 1      |
| =.        | Poland                | 1     | 0       | 0       | 1      |
| =.        | Qatar                 | 1     | 0       | 0       | 1      |
| =.        | Saint Kitts and Nevis | 1     | 0       | 0       | 1      |
| 24.       | Jamaica               | 0     | 4       | 1       | 5      |
| 25.       | Spain                 | 0     | 3       | 2       | 5      |
| 26.       | Hungary               | 0     | 2       | 0       | 2      |
| 27.       | Germany               | 0     | 1       | 3       | 4      |
| =.        | Japan                 | 0     | 1       | 3       | 4      |
| =.        | Ukraine               | 0     | 1       | 3       | 4      |
| 30.       | Regne Unit            | 0     | 1       | 2       | 3      |
| 31.       | Brazil                | 0     | 1       | 0       | 1      |
| =.        | Cameroon              | 0     | 1       | 0       | 1      |
| =.        | Czech Republic        | 0     | 1       | 0       | 1      |
| =.        | Estonia               | 0     | 1       | 0       | 1      |
| =.        | Ireland               | 0     | 1       | 0       | 1      |
| =.        | Trinidad and Tobago   | 0     | 1       | 0       | 1      |
| =.        | Turkey                | 0     | 1       | 0       | 1      |
| 38.       | Bahamas               | 0     | 0       | 3       | 3      |
| 39.       | Xina                  | 0     | 0       | 2       | 2      |
| 40.       | India                 | 0     | 0       | 1       | 1      |
| =.        | Kazakhstan            | 0     | 0       | 1       | 1      |
| =.        | Netherlands           | 0     | 0       | 1       | 1      |
| =.        | Senegal               | 0     | 0       | 1       | 1      |
|           |                       |       |         |         |        |